# 4AD
4AD는 영국의 베가스그룹이 소유하고 있는 레코드 레이블이다. 런던에서 액시스(Axis)라는 이름으로 와츠 러셀과 피터 켄트에 의해 베거스 뱅큇 레코드의 각인으로서 1980년에 설립되었다. 이 사명은 처음 4개의 싱글을 발매한 이후 "4AD"로 변경되었다.

## 아티스트

### 현재
- 브리더스
- 도터 (밴드)
- 드라이 클리닝 (밴드)
- 도터 (밴드)
- 더 내셔널 (밴드)
- U.S. 걸스

### 이전
- 아리엘 핑크
- 바우하우스 (음악 그룹)
- 베이루트 (밴드)
- 본 이베어
- 카메라 옵스큐라 (밴드)
- 데드 캔 댄스
- 윈터 고든
- 리사 제라드
- 레이철 고스웰
- 그라임스 (음악가)
- 요한 요한손
- 더 레몬 트위그스
- 머천다이즈
- 픽시스
- 퓨리티 링
- 스콧 워커 (가수)
- 스테레오랩
- 세인트 빈센트 (음악가)
- 틴더스틱스
- TV 온 더 라디오